# Micromussa minuta
Micromussa minuta là một loài san hô trong họ Mussidae. Loài này được Moll and Borel-Best mô tả khoa học năm 1984.